# After Midnight (J.J. Cale)
After Midnight è brano scritto da J.J. Cale verso la metà degli anni sessanta, registrato come demo e pubblicato dalla Liberty Records nel 1966, conosciuto soprattutto per la versione di Eric Clapton uscita come singolo nel mese di ottobre del 1970, estratta dall'album omonimo.
Si narra che quando J.J. Cale sentì il brano alla radio ed essendo in ristrettezze economiche ne fu molto felice. Il successo del singolo fece da catalizzatore alla sua carriera artistica tanto che gli permise di firmare un contratto per la Shelter Records, con la quale pubblicò il disco Naturally nel 1971 dove incluse la propria versione del brano.

## Cover
Il brano fu in seguito reinterpretato da molti artisti tra i quali: Chet Atkins, The Shirelles, Phish, Sérgio Mendes.